# Video doméstico
Se le denomina video doméstico, vídeo doméstico o película casera a las películas realizadas por aficionados. Desde que se inició esta actividad, las películas caseras se grababan en cintas fotográficas, pero con el tiempo la disponibilidad de videocámaras y dispositivos de almacenamiento de datos ha hecho que este pasatiempo sea más sencillo y accesible a las personas comunes. Los límites entre la creación de vídeos para la gente común y para profesionales se han distorsionado cada vez más, a la vez que el equipamiento del prosumidor se hace cada vez más accesible al consumidor individual, ofreciendo características y posibilidades que antes sólo estaban disponibles para los equipos operados por profesionales.
En los últimos años los vídeos grabados por aficionados se han emitido a audiencias masivas a través de programas como America's Funniest Home Videos y el sitio web para compartir vídeos YouTube. Este último, sumado a la popularidad de Internet y una mayor disponibilidad de conexiones de mayor velocidad, han permitido proveer y desarrollar nuevas formas de compartir esta clase de vídeos, tales como blogs y podcasting.
- Datos: Q3772578
- Multimedia: Home movies / Q3772578